# Castillo de Naraío
El castillo de Narahío (en gallego: castelo de Naraío), son los restos de un antiguo castillo medieval, situado en el municipio de San Saturnino (provincia de La Coruña, España). Esta edificación está considerada desde el año 1994 como un Bien de Interés Cultural dentro del catálogo de monumentos del patrimonio histórico de España.